# Ichneumon flavaginis
Ichneumon flavaginis là một loài tò vò trong họ Ichneumonidae.